# Florestina platyphylla
Florestina platyphylla là một loài thực vật có hoa trong họ Cúc. Loài này được (B.L.Rob. & Greenm.) B.L.Rob. & Greenm. mô tả khoa học đầu tiên năm 1896.